# Russell Crowe (singolo)
Russell Crowe è un singolo del rapper italiano Salmo, il primo estratto dal terzo album in studio Midnite e pubblicato il 21 marzo 2013.
Il brano è stato prodotto dai Cyberpunkers e il titolo è un chiaro riferimento all'omonimo attore neozelandese.

## Tracce
1. Russell Crowe – 2:57

## Classifiche
| Classifica (2013) | Posizione massima |
| ----------------- | ----------------- |
| Italia            | 20                |